# 고세이선
고세이선(일본어: 湖西線, こせいせん)은 서일본 여객철도가 관할하는 철도 노선이다. 일본 교토부 교토시 야마시나구에 있는 야마시나역과 시가현 나가하마시에 있는 오미시오쓰역을 운행한다. 비와호의 서쪽인 고세이 지구에서 운행되기 때문에 고세이 선으로 명명되었다. 기점은 오미시오쓰역이며 종점은 야마시나역이지만 교토역까지 모든 열차를 직결 운행하고 있다. 오미시오쓰 역 ~ 나가하라 역 간을 제외한 전 구간이 어번 네트워크에 포함되며 호쿠리쿠 본선 및 동일본 여객철도 신에쓰 본선, 우에쓰 본선, 오우 본선과 함께 니혼카이 종관선을 구성하고 있다. 도야마·가나자와 등 호쿠리쿠에서 출발하는 특급 열차 대부분이 고세이 선을 경유하여 오사카 방면으로 운행하고 있고 2006년 9월 24일부터 교류였던 오미시오쓰 역 ~ 나가하라 역 간이 나가하마역 ~ 쓰루가역 간 호쿠리쿠 본선과 더불어 직류화되어 10월 21일부터 신쾌속 열차 일부가 쓰루가역까지 직결 운행 중이다.
전 구간이 일본 국토교통성 여객영업규칙에 의한 오사카 시 근교 구간으로 이코카 및 제휴 교통카드의 사용이 가능하다.

## 노선 정보
- 노선 거리: 74.1 km
- 궤간: 1067mm(협궤)
- 역 수: 21
- 복선 구간: 전 구간
- 전철화 구간: 전 구간, 직류 1,500볼트 전철화
- 보안 장치: 복선 자동 차단식

## 노선 환경
고세이 지역은 눈이 많이 내리는 지역이기 때문에 스프링클러와 눈사태 대비 시설을 갖추고 있다. 오미이마즈 역에는 유치선 설비가 있지만 유치 시 팬터그래프 위치에 설치된 지붕이 눈으로부터 차량을 보호한다. 또한 고세이 선 일부 구간에서는 산지에서 불어오는 강풍에 의해 화물 열차가 정차 중에 전복된 과거 사례가 있는 등 속도 규제나 운전 중지가 이루어지는 경우가 많다. 그래서 선더버드 같은 고세이 선을 통과하는 특급열차가 마이바라역으로 우회 운전하는 경우도 있다. 이러한 피해를 막고자 서일본 여객철도는 히라 역과 오미마이코 역 사이에 방풍 울타리를 설치하였고 이에 따라 종래 초속 25m의 운전 규제가 30m 정도로 완화되었다고 발표하였다. 이 조치로 연간 운행 중지 시간도 설치 전에 비해 절반 이하로 떨어지게 되었다.

## 운행 형태
| 종별＼역명 | 종별＼역명 | 오미시오쓰 | …   | 오미이마즈 | 오미이마즈 | …   | 오미마이코 | 오미마이코 | …          | 가타타 | 가타타 | …   | 야마시나 | 야마시나 | 교토 |
| ---------- | ---------- | ---------- | --- | ---------- | ---------- | --- | ---------- | ---------- | ---------- | ------ | ------ | --- | -------- | -------- | ---- |
| 운행 편수  | 신쾌속     | 1편        | 1편 | 1편        | 1편        | 1편 | 1편        | 1편        | 1편        | 1편    | 1편    | 1편 | 1편      | 1편      | 1편  |
| 운행 편수  | 신쾌속     |            |     |            |            |     |            |            |            |        |        | 3편 |          |          |      |
| 운행 편수  | 보통       |            |     |            | 1편        | 1편 | 1편        | 1편        | 1편        | 1편    | 1편    | 1편 | 1편      | 1편      | 1편  |
| 운행 편수  | 보통       |            |     |            |            | 2편 |            |            |            |        |        |     |          |          |      |
| 운행 편수  | 보통       |            |     |            |            |     |            |            | 1편 (주말) |        |        |     |          |          |      |
| 운행 편수  | 보통       |            |     |            |            |     |            |            |            |        |        | 4편 |          |          |      |

| 역명             | 상 | 하 | 신 |
| ---------------- | -- | -- | -- |
| 야마시나         | ●  | ●  | ●  |
| 오쓰쿄           | ●  | ●  | ●  |
| 가라사키         | ｜ | ｜ | ｜ |
| 히에이잔사카모토 | ●  | ●  | ●  |
| 오고토온센       | ●  | ●  | ｜ |
| 가타타           | ●  | ●  | ●  |
| 오노             | ｜ | ｜ | ｜ |
| 와니             | ｜ | ｜ | ｜ |
| 호라이           | ｜ | ｜ | ｜ |
| 시가             | ｜ | ｜ | ｜ |
| 히라             | ｜ | ｜ | ｜ |
| 오미마이코       | ●  | ●  | ●  |
| 기타코마쓰       | ●  | ｜ | ●  |
| 오미타카시마     | ●  | ｜ | ●  |
| 아도가와         | ●  | ●  | ●  |
| 신아사히         | ｜ | ●  | ●  |
| 오미이마즈       | ●  | ●  | ●  |
| 오미나카쇼       | ●  | ●  | ●  |
| 마키노           | ●  | ●  | ●  |
| 나가하라         | ●  | ●  | ●  |
| 오미시오쓰       | ●  | ●  | ●  |

특급 선더버드·라이초, 침대특급 니혼카이, 트와일라이트 익스프레스 호(Twlight Express)가 고세이 선을 경유하며 일부는 오쓰쿄 역, 가타타 역, 오미이마즈 역에 정차한다. 또한 신쾌속 열차, 쾌속 열차는 고세이 선을 거쳐 JR 교토 선이나 호쿠리쿠 본선(쓰루가) 방면으로 직결 운행하고 있다.

### 신쾌속 및 쾌속
1시간 당 1편씩 신쾌속(일본어: 新快速 신카이소쿠[*])이 오사카에서 오미이마즈역이나 쓰루가역으로 운행하고 있다. 출퇴근 시간대에는 운행하지 않으며 오미마이코역 이북 구간의 모든 역에 정차한다.
1996년 3월 16일부터는 아침 출근 시간대에 오미이마즈 발 오사카 행, 1997년 3월 8일부터는 저녁 퇴근 시간대에 교토 발 나가하라 행으로 총 2편(상하행 각각 1편)의 쾌속(일본어: 快速)열차가 운행되었다가 2006년 10월 21일부터 평일 아침에는 쓰루가 발 히메지 행, 저녁에는 오사카 발 쓰루가 행, 휴일 아침에는 쓰루가 발 오사카 행(전 구간 쾌속 운전), 저녁에는 교토 발 쓰루가 행 열차를 운행하는 형태로 바뀌었다. 오사카 방면 쾌속은 고세이 선 안에서는 일부 역에서만 정차하지만 쓰루가 행은 오미마이코 이북 모든 역에 정차한다. 쓰루가 방면으로 운행하는 신쾌속 열차는 쓰루가 역의 승강장 길이 때문에 오미이마즈 역이나 교토 역에서 열차의 병결 및 분리가 이루어진다. 오미이마즈 역에서 병결 및 분리를 하는 동안에 특급 선더버드 호의 추월을 위해 좀 더 대기하기도 한다.

### 보통
보통(일본어: 普通 후쓰[*])은 모든 역에 정차하는 열차이다. 보통 가타타 역 또는 오미마이코 역까지만 운행한 다음 회차하며 1시간 당 하행선 기준 가타타 역까지는 3편(휴일에는 4편), 오미마이코 역까지는 3편, 오미이마즈까지는 1편만 운행한다.

## 사용 차량
- 특급 차량
  - 서일본 여객철도 681계·683계 전동차
- 통근 열차
  - 서일본 여객철도 225계 전동차 0·100번대
  - 서일본 여객철도 223계 전동차 1000·2000번대
  - 서일본 여객철도 221계 전동차
  - 서일본 여객철도 521계 전동차

## 역사
- 1974년 7월 20일 - 일본국유철도의 노선으로서 개통하였다.
- 1987년 4월 1일 - 민영화에 따라 서일본 여객철도 소속이 되었다.
- 2006년 9월 24일 - 나가하라 역 ~ 오미시오쓰 역 구간의 전류 공급 방식이 교류에서 직류로 바뀌었다.
- 2008년 3월 15일 - 일부 역의 명칭을 변경했다. (니시오쓰 → 오쓰쿄, 오고토->오고토온센)

## 역 목록
| 역명             | 일어 역명  | 접속 노선                                                                           | 역간 거리 | 영업 거리  | 소재지 | 소재지            |
| ---------------- | ---------- | ----------------------------------------------------------------------------------- | --------- | ---------- | ------ | ----------------- |
| 야마시나         | 山科       | ■ 비와코 선 ■ 교토 지하철 도자이선 ■ 게이한 전기 철도 게이신 선 (게이한야마시나 역) | 0.0       | 0.0        | 교토부 | 교토시 야마시나구 |
| 오쓰쿄           | 大津京     | ■ 게이한 전기 철도 이시야마사카모토 선                                              | 5.4       | 5.4        | 시가현 | 오쓰시            |
| 가라사키         | 唐崎       |                                                                                     | 3.1       | 8.5        | 시가현 | 오쓰시            |
| 히에이잔사카모토 | 比叡山坂本 | 2.6                                                                                 | 11.1      |            | 시가현 | 오쓰시            |
| 오고토온센       | 雄琴温泉   | 3.4                                                                                 | 14.5      |            | 시가현 | 오쓰시            |
| 가타타           | 堅田       | 3.2                                                                                 | 17.7      |            | 시가현 | 오쓰시            |
| 오노             | 小野       | 2.1                                                                                 | 19.8      |            | 시가현 | 오쓰시            |
| 와니             | 和邇       | 2.7                                                                                 | 22.5      |            | 시가현 | 오쓰시            |
| 호라이           | 蓬莱       | 2.4                                                                                 | 24.9      |            | 시가현 | 오쓰시            |
| 시가             | 志賀       | 2.4                                                                                 | 27.3      |            | 시가현 | 오쓰시            |
| 히라             | 比良       | 2.7                                                                                 | 30.0      |            | 시가현 | 오쓰시            |
| 오미마이코       | 近江舞子   | 2.2                                                                                 | 32.2      |            | 시가현 | 오쓰시            |
| 기타코마쓰       | 北小松     | 2.3                                                                                 | 34.5      |            | 시가현 | 오쓰시            |
| 오미타카시마     | 近江高島   | 6.4                                                                                 | 40.9      | 다카시마시 | 시가현 |                   |
| 아도가와         | 安曇川     | 4.1                                                                                 | 45.0      | 다카시마시 | 시가현 |                   |
| 신아사히         | 新旭       | 3.3                                                                                 | 48.3      | 다카시마시 | 시가현 |                   |
| 오미이마즈       | 近江今津   | 4.9                                                                                 | 53.2      | 다카시마시 | 시가현 |                   |
| 오미나카쇼       | 近江中庄   | 4.8                                                                                 | 58.0      | 다카시마시 | 시가현 |                   |
| 마키노           | マキノ     | 3.2                                                                                 | 61.2      | 다카시마시 | 시가현 |                   |
| 나가하라         | 永原       | 7.1                                                                                 | 68.3      | 나가하마시 | 시가현 |                   |
| 오미시오쓰       | 近江塩津   | ■ 호쿠리쿠 본선 (직결 운행)                                                         | 5.8       | 나가하마시 | 시가현 | 74.1              |